# Yeading FC
Yeading FC (celým názvem: Yeading Football Club) byl anglický fotbalový klub, který sídlil v západním Londýně (v městském obvodu Hillingdon). Založen byl v roce 1960, zanikl v roce 2007 po fúzi s Hayes, díky čemuž byl založen klub Hayes & Yeading United. Klubové barvy byly červená a černá.
Své domácí zápasy odehrával na stadionu The Warren s kapacitou 3 500 diváků.

## Historické názvy
Zdroj: 
- 1960 – Yeading FC (Yeading Football Club)
- 2007 – fúze s Hayes FC ⇒ Hayes & Yeading United FC
- 2007 – zánik

## Získané trofeje
- FA Vase ( 1× )
  - 1989/90

## Úspěchy v domácích pohárech
Zdroj: 
- FA Cup
  - 3. kolo: 2004/05
- FA Trophy
  - 3. kolo: 2006/07
- FA Vase
  - Vítěz: 1989/90

## Umístění v jednotlivých sezonách
Stručný přehled
Zdroj: 
- 1984–1985: London Spartan League (Senior Division)
- 1985–1987: London Spartan League (Premier Division)
- 1987–1990: Isthmian League (Second Division South)
- 1990–1992: Isthmian League (First Division)
- 1992–1998: Isthmian League (Premier Division)
- 1998–2002: Isthmian League (First Division)
- 2002–2004: Isthmian League (Division One North)
- 2004–2005: Isthmian League (Premier Division)
- 2005–2007: Conference South

Jednotlivé ročníky
Zdroj: 
Legenda: Z – zápasy, V – výhry, R – remízy, P – porážky, VG – vstřelené góly, OG – obdržené góly, +/- – rozdíl skóre, B – body, červené podbarvení – sestup, zelené podbarvení – postup, fialové podbarvení – reorganizace, změna skupiny či soutěže
| Anglie (1984 – 2007) |                                          |        |    |    |    |    |     |    |     |     |        |
| Sezóny               | Liga                                     | Úroveň | Z  | V  | R  | P  | VG  | OG | B   | +/- | Pozice |
| 1984/85              | London Spartan League (Senior Division)  | –      | 22 | 13 | 5  | 4  | 45  | 20 | +25 | 31  | 2.     |
| 1985/86              | London Spartan League (Premier Division) | –      | 30 | 24 | 2  | 4  | 80  | 16 | +64 | 50  | 2.     |
| 1986/87              | London Spartan League (Premier Division) | 9      | 32 | 26 | 6  | 0  | 102 | 20 | +82 | 84  | 1.     |
| 1987/88              | Isthmian League (Second Division South)  | 8      | 42 | 19 | 10 | 13 | 83  | 56 | +27 | 67  | 10.    |
| 1988/89              | Isthmian League (Second Division South)  | 8      | 40 | 13 | 9  | 18 | 47  | 63 | -16 | 46  | 15.    |
| 1989/90              | Isthmian League (Second Division South)  | 8      | 40 | 29 | 4  | 7  | 86  | 37 | +49 | 91  | 1.     |
| 1990/91              | Isthmian League (First Division)         | 7      | 42 | 23 | 8  | 11 | 75  | 45 | +30 | 77  | 3.     |
| 1991/92              | Isthmian League (First Division)         | 7      | 40 | 24 | 10 | 6  | 83  | 34 | +49 | 82  | 2.     |
| 1992/93              | Isthmian League (Premier Division)       | 6      | 42 | 11 | 12 | 19 | 58  | 66 | -8  | 45  | 19.    |
| 1993/94              | Isthmian League (Premier Division)       | 6      | 42 | 11 | 13 | 18 | 58  | 66 | -8  | 46  | 17.    |
| 1994/95              | Isthmian League (Premier Division)       | 6      | 42 | 14 | 15 | 13 | 60  | 59 | +1  | 57  | 9.     |
| 1995/96              | Isthmian League (Premier Division)       | 6      | 42 | 11 | 14 | 17 | 48  | 60 | -12 | 47  | 13.    |
| 1996/97              | Isthmian League (Premier Division)       | 6      | 42 | 17 | 14 | 11 | 58  | 47 | +11 | 65  | 5.     |
| 1997/98              | Isthmian League (Premier Division)       | 6      | 42 | 12 | 11 | 19 | 49  | 65 | -16 | 47  | 20.    |
| 1998/99              | Isthmian League (First Division)         | 7      | 42 | 12 | 10 | 20 | 51  | 55 | -4  | 46  | 16.    |
| 1999/00              | Isthmian League (First Division)         | 7      | 42 | 12 | 18 | 12 | 53  | 54 | -1  | 54  | 15.    |
| 2000/01              | Isthmian League (First Division)         | 7      | 42 | 15 | 9  | 18 | 72  | 74 | -4  | 54  | 15.    |
| 2001/02              | Isthmian League (First Division)         | 7      | 42 | 16 | 10 | 16 | 84  | 90 | -6  | 58  | 14.    |
| 2002/03              | Isthmian League (Division One North)     | 7      | 46 | 18 | 11 | 17 | 77  | 69 | +8  | 65  | 13.    |
| 2003/04              | Isthmian League (Division One North)     | 7      | 46 | 32 | 7  | 7  | 112 | 54 | +58 | 103 | 1.     |
| 2004/05              | Isthmian League (Premier Division)       | 7      | 42 | 25 | 11 | 6  | 74  | 48 | +26 | 86  | 1.     |
| 2005/06              | Conference South                         | 6      | 42 | 13 | 8  | 21 | 47  | 62 | -15 | 47  | 16.    |
| 2006/07              | Conference South                         | 6      | 42 | 12 | 9  | 21 | 56  | 78 | -22 | 45  | 16.    |